# Nueve
Pour les articles homonymes, voir La Nueve.
Nueve était une chaîne de télévision généraliste commerciale privée espagnole, appartenant au groupe Mediaset España. La chaîne a succédé à La Tienda en Casa, mais, faute d'audiences, elle disparaît le 6 mai 2014.

## Histoire

### Projet de la chaîne
Avec le motif d'amplification de chaînes en 2010, avant que la fusion Gestevisión Telecinco - Prisa s'effectue sur la TNT, le groupe étudiait l'option de combler son nombre de chaînes possible sur le réseau TNT espagnol en incorporant une nouvelle chaîne de télévision destinée à un public féminin, dont le lancement avait été prévu pour le 1er septembre de la même année. Le nom de chaîne prévu pour ce lancement était La Nueve, pour continuer la stratégie de positionnement dans les premiers numéros de la TNT, ce que le groupe avait déjà fait avec La Siete. Sa programmation se serait basée sur des programmes d'actualités, de divertissement, de séries de fiction et d'espaces divulgués pour la femme.
Un mois après l'annonce de sa création, le groupe annonce que le projet reste figé pour lancer à la place Boing, qui vise un public totalement différent, la jeunesse.

### Récupération du lancement et lancement de la chaîne
Le 10 décembre 2012, Mediaset España décide de relancer le projet et de compléter définitivement sa famille de chaînes avec la récupération du projet La Nueve, en mettant en marche une chaîne qui occupera le signal de La Tienda en Casa.
Cette chaîne est Nueve, une chaîne destinée à un public féminin. Cet engagement vient directement rivaliser avec la chaîne Nova, du groupe rival Antena 3. La chaîne Divinity, du même groupe que Nueve, est aussi destinée à un public féminin mais beaucoup plus jeune que Nova.
Le lancement est devenu officiel le 21 janvier 2013 (20 jours après la vérification des émissions, magazines, séries, etc.), alors que le lancement avait été prévu pour le 2 janvier 2013.

## Programmes
La programmation de Nueve était spécialement destinée à un public féminin, et la programmation est composée de mini-séries, de séries, de programmes d'actualités, de télé-crochets, et d'autres. La chaîne émettait durant 12 heures le programme de télé-réalité Gran Hermano.

## Diffusion
La chaîne était diffusée sur la fréquence n° 67 de la TNT espagnole.